# Estéropes
Estéropes em grego:  Στερόπης; "relâmpago"), na mitologia grega, era um ciclope, filho de Gaia ("Terra") e Urano ("Céu"). Este último, temendo a força dos ciclopes, prendeu-o no Tártaro juntamente com seus irmãos. Foram soltos por Cronos, que posteriormente os trancou novamente no Tártaro, e depois por Zeus, para ajudá-lo a derrubar Cronos e os demais titãs (ver Titanomaquia). 
É descrito no poema Teogonia, de Hesíodo, juntamente com os demais deuses da Grécia Antiga.